# Frederic Hymen Cowen
Pour les articles homonymes, voir Cowen.
Frederic Hymen Cowen (né le 29 janvier 1852 – mort le 6 octobre 1935) est un pianiste, chef d'orchestre et compositeur britannique.

## Biographie
Hymen Frederick Cohen naît au 90 Duke Street, Kingston, Jamaïque. Il est le cinquième et dernier enfant de Frederick Augustus Cohen et Emily Cohen Davis. Ses frères et sœurs sont l'actrice Elizabeth Rose Cohen (née en 1843), la peintre Henrietta Sophia Cohen (née en 1845), Lionel Jonas Cohen (né en 1847) et Emma Magnay Cohen (née en 1849).
Lorsque Cowen a 4 ans, sa famille déménage en Angleterre, où Frederick Augustus devient trésorier du Her Majesty's Opera (en) (désormais le Her Majesty's Theatre) et secrétaire de William Humble Ward (1817–1885). La famille habite d'abord le 11 Warwick Crescent, Londres.
Le premier enseignant de Frederic Cowen est Henry Russell (en). Il publie sa première composition, Minna-waltz, à l'âge de six ans et sa première opérette, Garibaldi, à huit ans.
Il étudie le piano avec Julius Benedict et la composition musicale avec John Goss (en). Il fait sa première apparition publique comme accompagnateur au piano lors d'un concert à Brighton donné au début des années 1860.

## Œuvre

### Opéras
- Pauline (en) (Lyceum, Londres, 1876)
- Thorgrim (en) (Drury Lane, Londres, 1890)
- Signa (en 3 actes, Teatro dal Verme, Milan, 1893, puis réduit à 2 actes, Covent Garden, Londres, 1894)
- Harold or the Norman Conquest (en) (Covent Garden, Londres, 1895)

### Opérettes
- Garibaldi (1860)
- One Too Many (1874)
- The Spirit of Carnival (incomplète, 1918?)
- Comedy-Opera (1921)

### Oratorios
- The Deluge (1878)
- Ruth (1887)
- Jephthah (incomplet, 1900)

### Cantates
- The Rose Maiden (1870)
- The Corsair (1876)
- St. Ursula (1881)
- The Sleeping Beauty (1885)
- St. Johns Eve (1889)
- The Fairies' Spring (1891)
- The Water Lily (1893)
- Village Scenes (1893)
- Summer on the River (1893)
- Christmas Scenes (1894)
- The Transfiguration (1895)
- The Rose of Life (1895)
- A Daughter of the Sea (1896)

### Autres chorales
- A Song of Thanksgiving (1888)
- In Memoriam Ode to Carl Rosa (1890)
- All Hail the Glorious Reign (1897)
- Ode to the Passions (1898)
- Coronation Ode (1902)
- John Gilpin (1904)
- He Giveth His Belovèd Sleep (1907)
- The Veil (1910)
- What shall we Dance? (1914)

### Symphonies
- Symphonie No. 1 en C mineur (1869)
- Symphonie No. 2 en F majeur (1872)
- Symphonie No. 3 en C mineur, Scandinavian (1880)
- Symphonie No. 4 en B mineur, The Welsh (1884)
- Symphonie No. 5 en F majeur (1887)
- Symphonie No. 6 en E majeur, Idyllic (1897)

### Concertos
- Concerto de piano en A mineur (1869)
- Concertstück, une fantaisie pour piano et orchestre écrite pour et jouée par Ignacy Paderewski (1900)

### Musique de chambre
- Piano Trio No. 1 en A majeur (1865)
- Piano Trio No. 2 en A mineur (1868)
- String Quartet en C mineur (1866)

### Chansons
Sélection parmi les quelque 300 chansons écrites par Cowen :
- Border Ballad
- I will give you Rest
- Buttercups and Daisies
- When the Worlds is Fair
- The Voice of the Father
- The Swallows
- Promise of Life
- The Chimney Corner
- The Reaper and the Flowers
- The Better Land
- Spinning
- It was a Dream

### Autres
- Ouverture en D mineur (1866)
- The Maid of Orleans (1871)
- Festival Ouverture (for Norwich Festival) (1872)
- The Language of Flowers, Suite de ballet, Set 1 (1880)
- Sinfonietta en A majeur (1881)
- Niagara, Characteristic Ouverture en C majeur (1881)
- In the Olden Time, Suite en D majeur for Strings (1883)
- Barbaric March (1883)
- Deux Morceaux (1883)
- March (for Folkestone Exhibition) (1886)
- Ouverture en D majeur (for Liverpool Exhibition) (1886)
- In Fairyland, Suite de ballet (1896)
- Four English Dances en the Olden Style, Set 1 (1896)
- The Dream of Endymion (1897)
- The Butterfly's Ball, Concert Ouverture (1901)
- A Phantasy of Life and Love (1901)
- Coronation March (1902)
- Indian Rhapsody (1903)
- Two Pieces (for small orchestra) (1903)
- Reverie (1903)
- Suite of Old English Dances, Set 2 (1905)
- The Months (1912)
- The Language of Flowers, Suite de ballet, Set 2 (1914)
- Monica's Blue Boy (pantomime, 1917)
- Cupid's Conspiracy (ballet, 1918)
- The Enchanted Cottage (1922)
- The Magic Goblet -- The Luck of Edenhall (1934)